# Mesurador de compressió

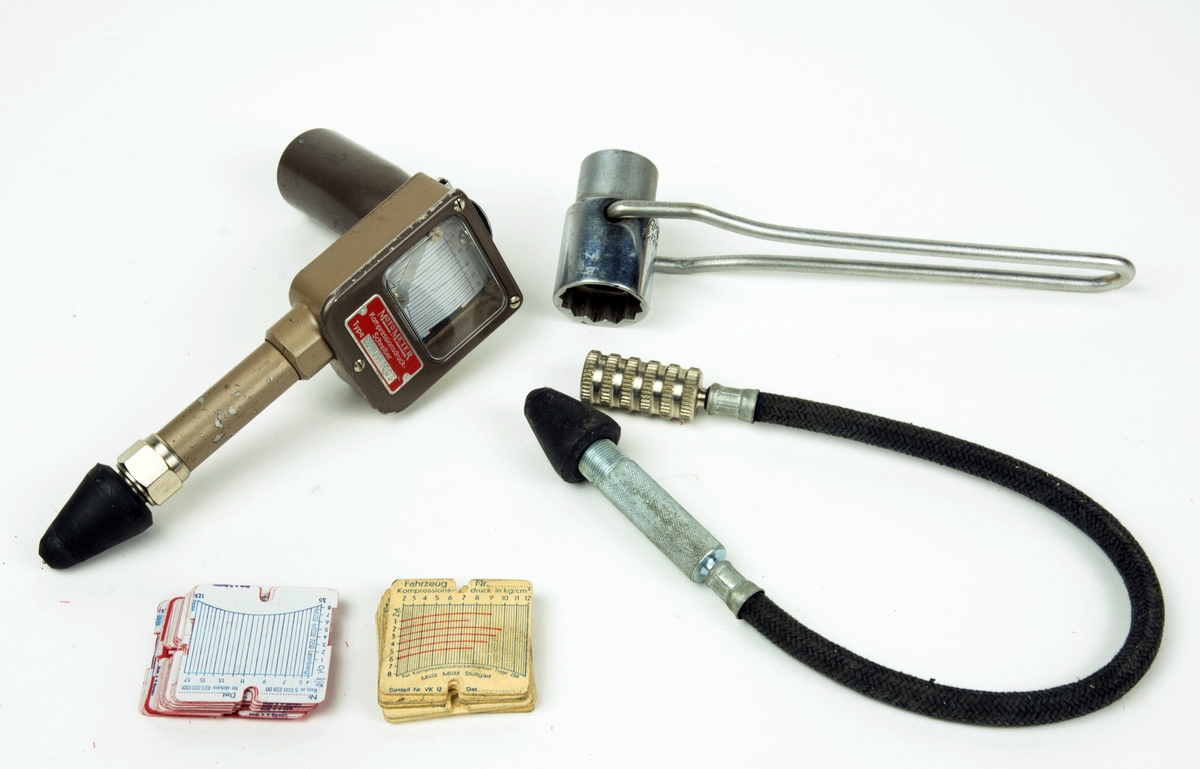
Verificador Motometer

El mesurador de compressió o verificador de compressió, és un instrument de mesura que s'utilitza per poder determinar l'estat dels motors de combustió interna (tant de benzina com Dièsel) fent-los girar en buit sense engegar-los i mesurant la pressió que és capaç de generar cada un dels cilindres.

## Relació de compressió vs. pressió de compressió
De vegades es confon la relació de compressió amb la pressió als cilindres : la relació de compressió és un valor invariable perquè es determina segons els volums respectius del cilindre i de la cambra de combustió amb l'exclusió de qualsevol altra dada, mentre que la pressió en els cilindres és un valor que varia constantment segons la càrrega sol·licitada al motor, hi hagi o no compressor o turbocompressor, la temperatura del motor i el seu estat mecànic.
Així, una relació de compressió d'11 no vol dir que la pressió als cilindres sigui d' 11 bars sinó que la relació volumètrica entre el " punt mort inferior " i el " punt mort superior és 11. A més a més, la relació de compressió no té en compte el moment d'obertura de les vàlvules (admissió i escapament). Per tant, només s'ha de considerar com un simple indicador de rendiment.
És possible mesurar la pressió de compressió d'un motor a una velocitat determinada (la que s'obté amb l'arrencada del vehicle) mitjançant una sonda de pressió de vegades anomenada " manòmetre de compressió » muntat en lloc de la bugia o l'injector. La pressió de compressió es mesura a cada cilindre en absència de combustió. La lectura ha d'estar per sobre d'un mínim especificat pel fabricant del motor per tal de garantir un rendiment mínim, però si no es té, comparant-la amb la pressió dels altres cilindres es pot tenir una idea del desgast.
Aquesta mesura de la pressió de compressió permet determinar l'estat de desgast del motor i quina pot-ser la causa o causes del desgast, mentre que el coneixement de la relació de compressió no serveix per a aquest diagnòstic. Les baixes pressions de compressió poden ser degudes, entre altres coses, a un segellat defectuós dels anells del pistó, de la junta de culata, o de l'estat de les vàlvules i dels seus seients.

## Prova dinàmica
La verificació de compressió és una prova dinàmica de la pressió a la que pot arribar un cilindre d'un motor en una acció real d'arrencada i bombeig a baixa velocitat de gir del motor, emmagatzemant i mesurant la pressió màxima generada pel cilindre. Aquesta prova dinàmica reflecteix principalment defectes deguts al segellat dels cilindres, dels pistons i dels segments, de les vàlvules i de la junta de culata.
Les proves de compressió normalment s'han de fer amb totes les bugies desmuntades per tal de maximitzar la velocitat de gir del motor; tanmateix aquests tipus de proves de compressió estan directament afectades per la relació de compressió, els temps d'apertura i tancament de les vàlvules, la velocitat de gir del cigonyal i altres factors.

## Mesurador de fuites
Un mesurador de fuites o verificador de fuites, és un instrument de mesura que s'utilitza per a determinar l'estat dels motors de combustió interna introduint aire comprimit al cilindre i mesurant la velocitat a la qual surt. La prova de fuites és una prova estàtica que prova principalment les vies de fuites en els cilindres, en els pistons i els segments, el segellat de les vàlvules i de la junta de culata, però no pot mostrar problemes del temps d'apertura i moviment de les vàlvules, ni problemes de segellat relacionats amb el moviment del pistó.
Les proves de fuites es donen en percentatges totalment arbitraris, però aquests "percentatges" no es relacionen amb cap quantitat real o dimensió real. El significat de les lectures només és relatiu a altres proves fetes amb el mateix disseny de provador. Les lectures de fuites de fins a un 20% solen ser acceptables. Les fuites superiors al 20% en general indiquen que cal fer reparacions internes. Els motors de competició estarien entre l'1 i el 10% per obtenir un rendiment màxim, tot i que aquest nombre pot variar. Idealment, s'hauria de prendre un número de referència en un motor nou i registrar-lo. El mateix provador de fuites, o el mateix disseny de provador de fuites, es pot utilitzar per determinar el desgast.
Mentre que el provador de fuites injecta aire a pressió al cilindre, el mecànic pot escoltar diverses peces per determinar on es pot originar qualsevol fuita. Per exemple, una vàlvula d'escapament amb fuites farà un soroll siullant al tub d'escapament, mentre que una junta de capçal pot provocar bombolles al sistema de refrigeració.
Les proves es fan amb un motor sense estar en marxa, i normalment amb el cilindre sota prova en el punt mort superior en compressió, encara que es poden fer proves en altres punts de la compressió i la carrera del pistó. L'aire a pressió s'introdueix al cilindre a través del forat de la bugia i es mesura el cabal, que representa qualsevol fuita del cilindre. Les proves de fuites tendeixen a fer girar el motor i sovint requereixen algun mètode per mantenir el cigonyal en la posició adequada per a cada cilindre provat. Això pot ser tan senzill com una barra apretada contra un cargol del cigonyal en un vehicle de transmissió automàtica, o en un vehicle de transmissió manual deixar una marxa alta posada amb el fre de mà bloquejat.

## Prova estàtica
Un provador de fuites és essencialment un mesurador de cabal en miniatura similar en concepte a un banc de flux d'aire. L'element de mesura és l'orifici de restricció i la fuita del motor es compara amb el flux d'aquest orifici. Hi haurà una caiguda de pressió a través de l'orifici i una altra en qualsevol punt de fuita del motor. Com que el comptador i el motor estan connectats en sèrie, el flux és el mateix entre tots dos. (Per exemple: si el mesurador estava desconnectat de manera que tot l'aire s'escapi, la lectura seria 0, o una fuita del 100%. Per contra, si no hi ha fuites, no hi haurà caiguda de pressió ni a través de l'orifici ni de la fuita, donant una lectura de 100 o 0% de fuita).

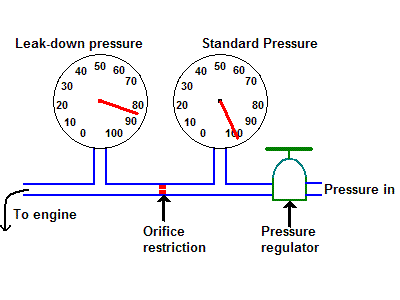
Aquest esquema mostra els components d'un provador de fuites típic. El manòmetre de la dreta es manté a una pressió estàndard ajustant el regulador de pressió, mentre que el manòmetre de l'esquerra mostra un exemple de lectura de fuites del 85 o del 15%.

La caràtula del mesurador es pot numerar 0-100 o 100-0, indicant tant el 0% a la pressió plena com el 100% a la pressió plena.
No hi ha cap estàndard sobre la mida de l'orifici de restricció per a un ús no aeri i això és el que provoca diferències en les lectures entre els provadors de fuites de diferents fabricants disponibles al mercat. No obstant això, la que s'empra més sovint és una restricció amb un forat perforat de.040in Algunes unitats mal dissenyades no inclouen cap orifici de restricció, depenen de la restricció interna del regulador i donen resultats molt menys precisos. A més a més, els motors grans i els motors petits es mesuren de la mateixa manera (en comparació amb el mateix orifici), però una petita fuita en un motor gran seria una gran fuita en un motor petit.
Als Estats Units, les especificacions de la FAA indiquen que motors fins a 1,000 cu in (16 L) la cilindrada del motor requereix un 0.040 in (1.0 mm) diàmetre de l'orifici, 0.250 in (6.4 mm) llarg, angle d'aproximació de 60 graus. La pressió d'entrada s'estableix en 80 psi (550 kPa) i 60 psi (410 kPa) la pressió mínima del cilindre és la norma acceptada.